# Tin Aïcha
Tin Aïcha is een gemeente (commune) in de regio Timboektoe in Mali. De gemeente telt 3000 inwoners (2009).